# Grimaldia carnica
Grimaldia carnica là một loài rêu trong họ Aytoniaceae. Loài này được C. Massal. mô tả khoa học đầu tiên năm 1866. Danh pháp khoa học của loài này chưa được làm sáng tỏ. 